# Tzoncolco
Tzoncolco är en ort i Mexiko.   Den ligger i kommunen Rafael Delgado och delstaten Veracruz, i den sydöstra delen av landet, 220 km öster om huvudstaden Mexico City. Tzoncolco ligger 1 690 meter över havet och antalet invånare är 642.
Terrängen runt Tzoncolco är bergig åt nordväst, men åt sydost är den kuperad. Runt Tzoncolco är det ganska tätbefolkat, med 166 invånare per kvadratkilometer. Närmaste större samhälle är Orizaba, 9,1 km norr om Tzoncolco. I omgivningarna runt Tzoncolco växer i huvudsak städsegrön lövskog.